# Inhibiteur du complexe NS5A
Les inhibiteurs du complexe NS5A sont des médicaments utilisés dans le traitement de l'hépatite C. Leur mode d'action est une interaction avec la protéine NS5A du VHC. Ces médicaments disponibles à partir de 2014 comportent le daclatasvir, le lédipasvir, l'ombitasvir, le samatasvir, l'elbasvir et le velpatasvir.

## Référence
- Daniel Dhumeaux, Prise en charge des personnes infectées par les virus de l'hépatite B ou de l'hépatite C, rapport de recommandations 2014, 2014,  (ISBN 978-2-7598-1250-9) (lire en ligne), chapitre 9, « Conséquences cliniques et traitement de l'infection par le virus de l'hépatite C », partie « Traitement de l'hépatite chronique C », page 205
- Oliiver Chazouillères, Patrick Hillon, Recommandations AFEF sur la prise en charge des hépatites virales C, 2015 (lire en ligne), section 6, « Médicaments de l'hépatite C », page 20